# フランツ・クサーヴァー・グルーバー

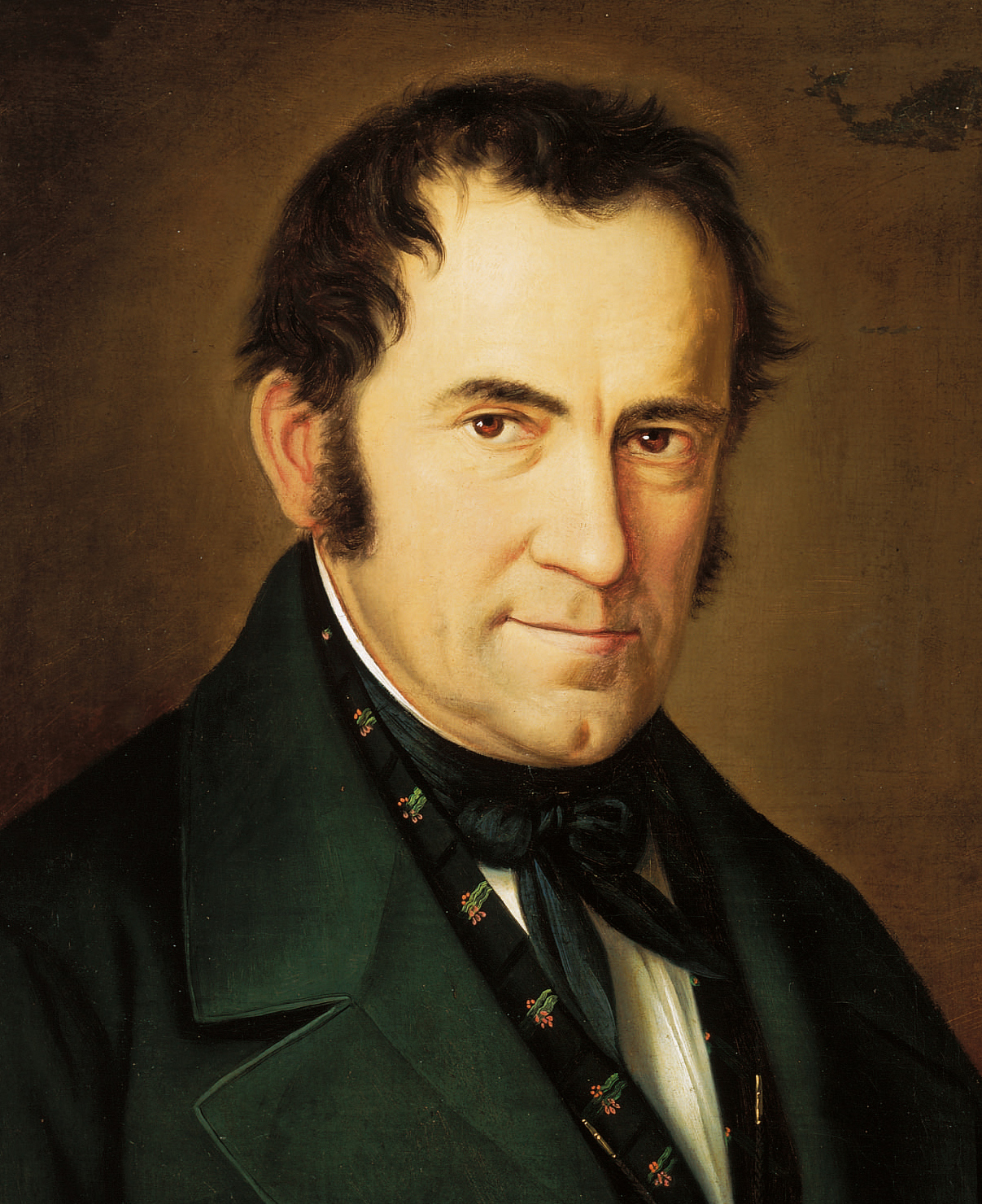
フランツ・クサーヴァー・グルーバー（セバスチャン・シュタイフ画、1846年）

フランツ・クサーヴァー・グルーバー（独: Franz Xaver Gruber、1787年11月25日 - 1863年6月7日）は、19世紀オーストリアの小学校教師・教会オルガン奏者。
オーバーエスターライヒ州で、リネン織工のヨーゼフとマリア・グルーバーの息子として生まれた。
親友で司祭のヨーゼフ・モールとみんなで歌えるクリスマス・キャロルを考えていたときに「きよしこの夜」を作曲した。
その歌を作ったと言われている教会が、今もザルツブルク州オーベルンドルフ・バイ・ザルツブルクに残っている。
| スタブアイコン | サブスタブ | この項目は、まだ閲覧者の調べものの参照としては役立たない、人物に関連した書きかけの項目です。この項目を加筆・訂正などしてくださる協力者を求めています（P:人物伝/PJ:人物伝）。 |